# Tổ chức tín dụng phi ngân hàng
Tổ chức tín dụng phi ngân hàng là loại hình tổ chức tín dụng được thực hiện một số hoạt động ngân hàng như là nội dung kinh doanh thường xuyên, nhưng không được nhận tiền gửi không kỳ hạn, không làm dịch vụ thanh toán. Tổ chức tín dụng phi ngân hàng gồm công ty tài chính, công ty cho thuê tài chính và các tổ chức tín dụng phi ngân hàng khác.Là loại hình tổ chức tín dụng được thực hiện một hoặc một số hoạt động ngân hàng, trừ hoạt động nhận tiền gửi của cá nhân và cung ứng dịch vụ thanh toán qua tài khoản của khách hàng.
Đặc điểm để phân biệt với tổ chức tín dụng ngân hàng là hoạt động nhận tiền gửi cá nhân và dịch vụ thanh toán tiền tệ 